# Herbert Weisrock
Herbert Weisrock (* 11. Dezember 1953 in Parchim) ist ein deutscher Jazzsaxophonist, Jazz-Fotograf und Grafiker.

## Leben und Wirken
Herbert Weisrock erlernte in der DDR den Beruf eines Gebrauchswerbers. Jazzfotos (schwarz/weiß) hat Herbert Weisrock in den 1980er Jahren hauptsächlich während der Konzerte des ehemaligen Jazz Club Schwerin gemacht. Weisrock spielte jahrelang in der Schweriner Jazz-Rock Formation ‚eukalyptus‘. Ab 1977 hatte die Band regelmäßige Auftritte in Studentenklubs der ganzen DDR unter anderem auch mit Tony Lakatos als Gast. Mentor der Band war Anfang der 1980er Jahre der Pianist Reinhard Walter aus Berlin.
1997 gründeten Herbert Weisrock und der Gitarrist Wolf-Dieter ‚Atze‘ Niemann (1956–2002) das Label Dachboden Records, um Aufnahmen ihrer Band ‚eukalyptus‘ (1972–2000) zu veröffentlichen. 2004 begann Herbert Weisrock (Saxophon und Electronics) mit dem Medienkünstler Thomas Sander (Gitarre und Electronics) zu arbeiten. Beide spielen hauptsächlich frei improvisierte Musik und experimentieren auch mit Video- und Klanginstallationen. Seit 2009 nennt sich das Duo ‚Ständige Vertretung‘. Außerdem begleitet er die Lyrikerin Hannah Lenz. Weisrock ist Mitglied  der Band DeIndustrial zu der u. a. Johannes Fink, Jan Roder, Gerhard Gschlößl und Willi Kellers gehören.
Als Jazz- und Improvisationsmusiker ist Weisrock weitestgehend Autodidakt. Er hatte Auftritte u. a. mit Theo Jörgensmann, Jan von Klewitz, Hagen Stüdemann oder Ernst Ulrich Deuker, u. a. bei der jazzwerkstatt Peitz 55, im Jazzkeller 69 in Berlin.
Herbert Weisrock arbeitet als Grafikdesigner, Fotograf und Konzert-Organisator u. a. für die jazzwerkstatt von Ulli Blobel.

## Diskografische Hinweise
- eukalyptus fünf achtel (Dachboden Records – 1979–1981/2003)
- eukalyptus tortur – the malersaal tapes (Dachboden Records – 1989/2003)
- Sander & Weisrock open (Dachboden Records – 2008)
- Ständige Vertretung, Sander & Weisrock Panta Rhei Suite (Dachboden Records – 2010)
- Ständige Vertretung, Boudlal, Sander & Weisrock 5 * House of Wellness (Dachboden Records – 2011)